# داتسون قو
داتسون قو هي سيارة من إنتاج شركة داتسون (نيسان موتورز) تم إنتاجها منذ 2014 وحتى 2022.